# Bischofszellerbahn
| Sitterbrücke bei Sitterdorf |                      |                                               |                                               |
| Streckennummer (BAV): | 852                  |                                               |                                               |
| Fahrplanfeld: | 852                  |                                               |                                               |
| Streckenlänge: | 22,94 km             |                                               |                                               |
| Spurweite: | 1435 mm (Normalspur) |                                               |                                               |
| Stromsystem: | 15 kV 16,7 Hz ~      |                                               |                                               |
| Maximale Neigung: | 17 ‰                 |                                               |                                               |
| |                      |                                               |                                               |
| Sulgen–Gossau |                      |                                               |                                               |
| \| \| \| von Weinfelden S 5 \| \| \| \| 0.01 \| Sulgen \| 449 m ü. M. \| \| \| \| nach Romanshorn \| \| \| \| 2.12 \| Kradolf \| 457 m ü. M. \| \| \| 6.78 \| Bischofszell Nord \| 476 m ü. M. \| \| \| \| Sitter Sitterdorf 134 m \| \| \| \| 8.20 \| Sitterdorf \| 485 m ü. M. \| \| \| 10.05 \| Bischofszell Stadt \| 506 m ü. M. \| \| \| \| Sorental 96 m \| \| \| \| 14.37 \| Hauptwil \| 561 m ü. M. \| \| \| 18.59 \| Arnegg \| 621 m ü. M. \| \| \| \| von Winterthur \| \| \| \| 22.95 \| Gossau SG \| 638 m ü. M. \| \| \| \| Übergang zur Bahnstrecke Gossau SG–Wasserauen \| \| \| \| \| nach St. Gallen S 5 \| \| |                      |                                               |                                               |
| Strecke |                      | von Weinfelden S 5                            | von Weinfelden S 5                            |
| Bahnhof | 0.01                 | Sulgen                                        | 449 m ü. M.                                   |
| Abzweig geradeaus und nach links |                      | nach Romanshorn                               | nach Romanshorn                               |
| Haltepunkt / Haltestelle | 2.12                 | Kradolf                                       | 457 m ü. M.                                   |
| Bahnhof | 6.78                 | Bischofszell Nord                             | 476 m ü. M.                                   |
| Brücke über Wasserlauf |                      | Sitter Sitterdorf 134 m                       | Sitter Sitterdorf 134 m                       |
| Haltepunkt / Haltestelle | 8.20                 | Sitterdorf                                    | 485 m ü. M.                                   |
| Bahnhof | 10.05                | Bischofszell Stadt                            | 506 m ü. M.                                   |
| Brücke |                      | Sorental 96 m                                 | Sorental 96 m                                 |
| Bahnhof | 14.37                | Hauptwil                                      | 561 m ü. M.                                   |
| Bahnhof | 18.59                | Arnegg                                        | 621 m ü. M.                                   |
| Abzweig geradeaus und von rechts |                      | von Winterthur                                | von Winterthur                                |
| Bahnhof | 22.95                | Gossau SG                                     | 638 m ü. M.                                   |
| Strecke |                      | Übergang zur Bahnstrecke Gossau SG–Wasserauen | Übergang zur Bahnstrecke Gossau SG–Wasserauen |
| Strecke |                      | nach St. Gallen S 5                           | nach St. Gallen S 5                           |

Die Bischofszellerbahn (SG, für Sulgen–Gossau) ist eine ehemalige Schweizer Eisenbahngesellschaft. Ihre 23 Kilometer lange, normalspurige Strecke gehört seit 1902 den Schweizerischen Bundesbahnen (SBB).

## Geschichte
Nach einer Evaluation entschied sich die Bischofszellerbahn für die Route vom sankt-gallischen Gossau über Bischofszell ins thurgauische Sulgen. Die andere in Frage gekommene Strecke war Uzwil–Bischofszell–Amriswil. Da bei der zweiten Variante die Stadt St. Gallen nicht hätte profitieren können und somit ein grosses Potenzial nicht genützt worden wäre, entschied sich die Bischofszellerbahn für die Strecke Gossau–Sulgen. Es war die erste Verbindung zwischen St. Gallen und dem Thurtal. Die Finanzierung des Projekts erfolgte über die Ausgabe von Aktien und die Aufnahme von Krediten. Letztere wurden hauptsächlich von der Basler Bank Labhardt & Cie. und der Thurgauischen Hypothekenbank gewährt. Am 30. Oktober 1873 wurde die «Eisenbahngesellschaft Sulgen-Bischofszell-Gossau» für den Bau und Betrieb der Bahn auf Grundlage der von den Kantonen Thurgau und St. Gallen erteilten Konzessionen vom 9. September 1872 und 20. Januar 1873 gebildet.
Die Bahnlinie wurde bereits 1875 von der Schweizerischen Nordostbahn (NOB) gepachtet und ging am 31. Juli 1885 in ihren  Besitz über.  Die Bahn nahm die Teilstrecke Sulgen–Bischofszell am 1. Februar 1876 in Betrieb. Die Eröffnung der Linie Sulgen–Gossau erfolgte am 5. Juli 1876. Die Strecke wurde am 15. Mai 1936 elektrifiziert.

## Betrieb

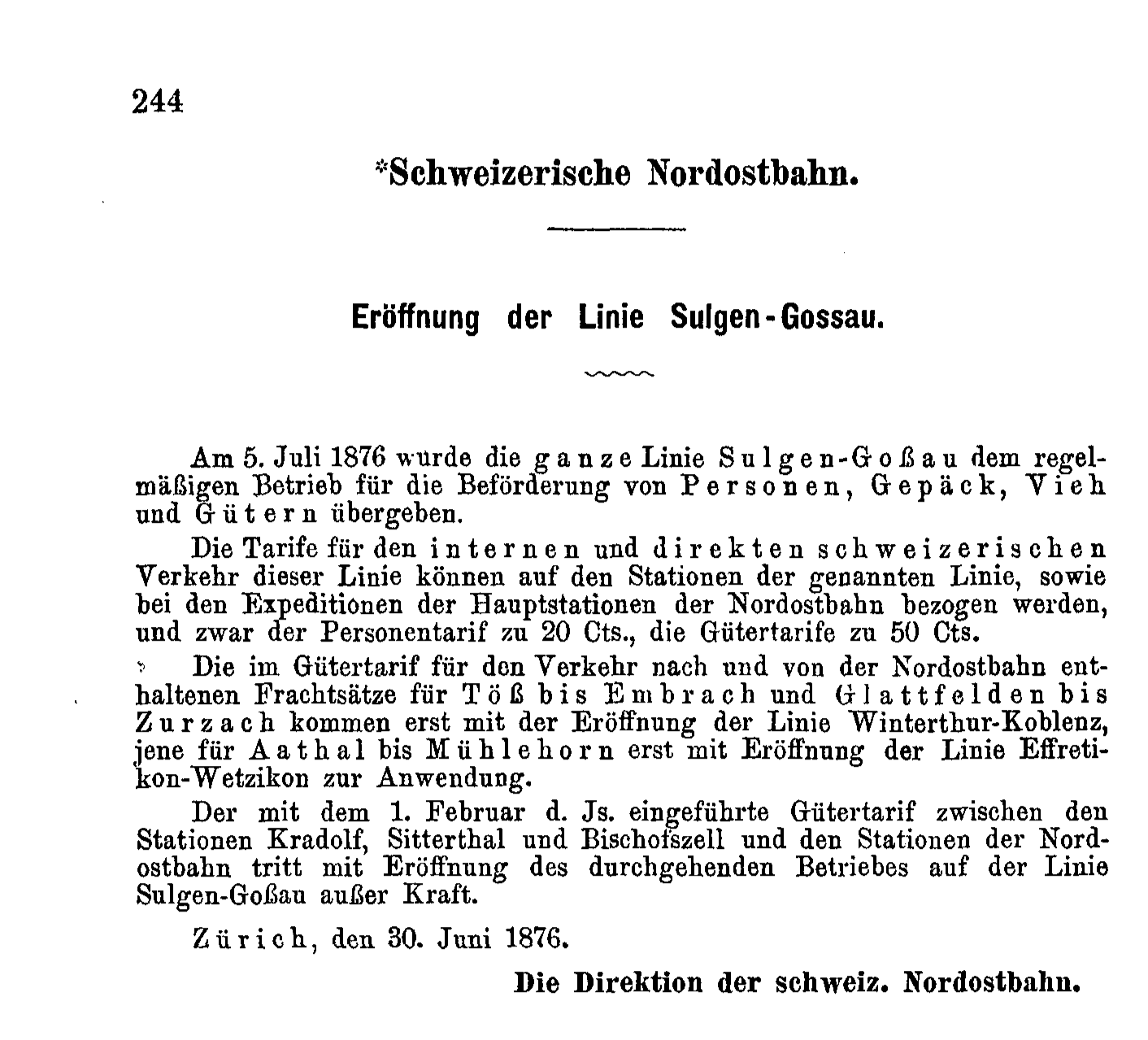
Amtliche Publikation, Eröffnung der Eisenbahnstrecke Sulgen–Gossau

Heute ist die Strecke im Eigentum der SBB und wird von der Thurbo betrieben. Die S5 St. Gallen–Weinfelden der S-Bahn St. Gallen fährt auf der Strecke der Bischofszellerbahn.
Aufgrund zweier Brücken zwischen Bischofszell-Nord und Hauptwil, welche nur geringe Lasten erlauben, sind auf diesem Teil der Bischofszellerbahn – als einzigem SBB-Abschnitt der Schweiz – nur leichte Triebfahrzeuge zugelassen. Diese Tatsache verursachte im Betrieb häufig Kopfzerbrechen, mussten doch unter anderem auch für den Güterverkehr Leichtlokomotiven wie die Re 4/4I (deren letzte Domäne) eingesetzt werden, da die Ae 6/6 zu schwer waren. Heute verkehren Niederflurwagen des Typs Stadler GTW auf dieser Strecke.
Das Problem liegt bei den Brücken an der höchstzulässigen Meterlast von 6,4 t/m zwischen Bischofszell Nord und Hauptwil, denn heute ist uneingeschränkt als Achsdruck 22,5 t zulässig. Früher war dieser Wert noch massiv tiefer. Freizügig verwendet werden durften nur Fahrzeuge mit einer Meterlast von 3,6 t und 16 t Achsdruck, wobei Achsdrücke bei zweiachsigen Wagen von 20 Tonnen zulässig waren, wenn die Geschwindigkeit auf den Brücken auf 30 km/h reduziert wurde. Auch mit bestimmter Reihung konnten Wagen bis zu einer Meterlast von 5,0 t/m befördert werden (2 Wagen max. 3 t/m, 1 Wagen bis 5 t/m, 2 Wagen max. 3 t/m, oder 2 Wagen max. 3 t/m, 1–2 Wagen bis 4 t/m, 2 Wagen max. 3 t/m).
Das Befahren mit der Re 4/4II ist erst seit der Erhöhung zulässig. Lange Zeit war die Strecke für diesen Loktyp gesperrt gewesen. Aus diesem Grund wurde anfänglich für die Bespannung der Paket-Postzüge Frauenfeld-Chur von der Thurbo die Re 4/4I verwendet. Seit deren Ausscheiden werden die SOB Re 456 (ehemals BT) verwendet.